# Gregor Roletzký
Gregor Roletzký (28. července 1932 Bílina – 8. září 1988 Banská Bystrica) byl slovenský hudební skladatel a režizér českého původu.

## Život
Gregor Roletzký se narodil v Bílině v Čechách. Učil se hrát na housle v Hudební škole v Teplicích a později na Vyšší pedagogické škole v Praze si přidal ještě violu. V letech 1960–1964 studoval dálkově skladbu a dirigování na bratislavské konzervatoři.
Stal se učitelem hry na housle v Litvínově. V roce 1957 odešel na Slovensko a působil jako člen orchestru Posádkové hudby v Banské Bystrici. V letech 1962–1965 byl korepetitorem Krajského loutkového divadla a poté, až do roku 1988, hudebním redaktorem a režizérem Krajského studia Československého rozhlasu v Banské Bystrici. Od roku 1965 byl také externím pedagogem na Pedagogickém institutu a lektorem Krajského osvětového střediska.

## Dílo
Komponoval taneční hudbu, hudbu pro dechový orchestr, sbory, scénickou hudbu pro divadlo i pro rozhlas. Upravoval lidové písně a skladby starých mistrů.